# トマス・リー (第4代リー男爵)
第4代リー男爵トマス・リー（英語: Thomas Leigh, 4th Baron Leigh、1713年4月29日洗礼 – 1749年11月30日）は、イングランド貴族。トーリー党所属。

## 生涯
第3代リー男爵エドワード・リーとメアリー・ホルベック（Mary Holbech、トマス・ホルベックの娘）の次男（長男エドワードは1737年8月2日に28歳で死去）として生まれ、1713年4月29日にストーンリーで洗礼を受けた。1731年10月8日、オックスフォード大学ベリオール・カレッジに入学した。
1736年頃、マリア・レベッカ・クレイヴェン（Maria Rebecca Craven、1746年12月9日埋葬、ジョン・クレイヴェンの娘）と結婚、1男1女をもうけた。
- エドワード（1742年 – 1786年） - 第5代リー男爵
- メアリー（1806年7月2日没） - 第5代リー男爵の死後、ストーンリーの地所を継承

1738年3月9日に父が死去すると、リー男爵の爵位を継承、1739年3月29日にグレートブリテン貴族院議員に就任した。
1747年12月、キャサリン・バークリー（Catherine Berkeley、ローランド・バークリーの娘）と再婚した。
1749年11月30日に死去、12月9日にストーンリーで埋葬された。息子エドワードが爵位を継承した。